# Grand Prix van Frankrijk 1906

Het circuit

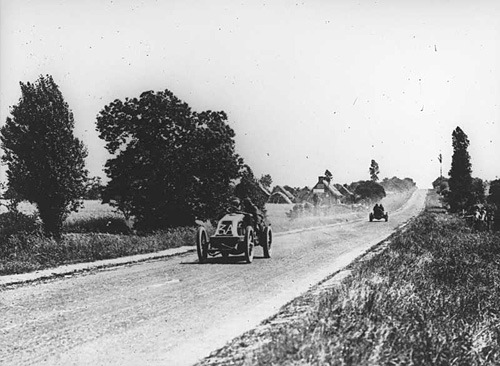
De Renault van winnaar Ferenc Szisz

De Grand Prix van Frankrijk 1906 was een autorace die werd gehouden op 26 en 27 juni op afgesloten openbare wegen rondom de stad Le Mans. Dit was de eerste Grand Prix die werd georganiseerd door de Automobile Club de France (ACF) op aandringen van de Franse auto-industrie als een alternatief voor de Gordon Bennett races, waar voor elk land het aantal inschrijvingen beperkt is, ongeacht de omvang van de auto-industrie. Frankrijk had de grootste auto-industrie in Europa in die tijd, en in een poging om dit beter te reflecteren had deze Grand Prix geen limiet voor wat betreft het aantal deelnemers per land. De ACF had gekozen voor een 103,180 kilometer lang circuit, dat op beide dagen door elke deelnemer zes keer afgelegd diende te worden, waarmee de gecombineerde wedstrijd 1238,160 km lang was. De race duurde meer dan 12 uur en werd gewonnen door de Hongaar Ferenc Szisz rijdend voor het Renault team. De Italiaanse FIAT-bestuurder Felice Nazzaro werd tweede en de Fransman Albert Clément werd derde in een Clément-Bayard.
1906 · 1907 · 1908 · 1912 · 1913 · 1914 · 1921 · 1922 · 1923 · 1924 · 1925 · 1926 · 1927 · 1928 · 1929 · 1930 · 1931 · 1932 · 1933 · 1934 · 1935 · 1936 · 1937 · 1938 · 1939 · 1947 · 1948 · 1949 · 1950 · 1951 · 1952 · 1953 · 1954 · 1956 · 1957 · 1958 · 1959 · 1960 · 1961 · 1962 · 1963 · 1964 · 1965 · 1966 · 1967 · 1968 · 1969 · 1970 · 1971 · 1972 · 1973 · 1974 · 1975 · 1976 · 1977 · 1978 · 1979 · 1980 · 1981 · 1982 · 1983 · 1984 · 1985 · 1986 · 1987 · 1988 · 1989 · 1990 · 1991 · 1992 · 1993 · 1994 · 1995 · 1996 · 1997 · 1998 · 1999 · 2000 · 2001 · 2002 · 2003 · 2004 · 2005 · 2006 · 2007 · 2008 · 2018 · 2019 · 2021 · 2022